# 둔내고등학교
둔내고등학교(屯內高等學校)는 대한민국 강원특별자치도 횡성군 둔내면 둔방내리에 위치한 공립 고등학교이다.

## 학교 연혁
- 1954년 5월 10일 : 둔내중학교 인가
- 1967년 10월 5일 : 둔내농업고등학교 인가
- 1973년 3월 1일 : 둔내고등학교로 교명 변경
- 2023년 3월 1일 : 고등학교 제27대 윤호철 교장 취임
- 2025년 1월 3일 : 제55회 졸업식 21명(총 3,856명)
- 2025년 3월 4일 : 입학(신입생 17명)

## 참고 자료
- 둔내고등학교 - 한국교육학술정보원 학교알리미